# Scrapple from the Apple
Scrapple from the Apple è un brano musicale jazz in stile bebop composto da Charlie Parker nel 1947.

## Il brano
La composizione è oggi ritenuta uno standard jazz, scritto in Chiave di Fa. La canzone trae la sua progressione di accordi da un altro brano, Honeysuckle Rose, infatti lo sperimentare ed improvvisare su altri brani era pratica abituale per Parker, che basò la composizione di numerosi dei suoi successi sulla progressione di accordi di brani preesistenti.
Mentre la sezione A è basata su Honeysuckle Rose, la sezione B (il "bridge") contiene l'anatole (una struttura formale tipica del jazz), meglio nota col nome di "rhythm changes", basata su I Got Rhythm di George Gershwin.

## Formazione
- Charlie Parker: sax alto
- Miles Davis: tromba
- Duke Jordan: pianoforte
- Tommy Potter: contrabbasso
- Max Roach: batteria